# Memorial Chico Xavier
O Memorial Chico Xavier é um espaço cultural localizado em Uberaba, no estado de Minas Gerais, e dedicado à memória do médium espírita brasileiro Francisco Cândido Xavier. Inaugurado em 2016, o espaço atualmente apresenta características museológicas, dispondo de uma extensa exposição distribuída por galerias com recursos interativos. É administrado pela Fundação Cultural de Uberaba (FCU), e situado no bairro Parque das Américas, anexo ao Parque Municipal Mata do Carrinho.

## Projeto e inauguração
As primeiras tratativas para a criação de um local em homenagem ao médium começaram logo após sua morte em 2002. A construção física do espaço iniciou-se em 2006 através da Lei Municipal nº 12.448/2016, sendo concluída somente 10 anos mais tarde, em 2016. Após a abertura, o prédio enfrentou problemas estruturais, levando ao seu fechamento em 2020. Em 2022, o local passou por um processo de requalificação museológica e museográfica, realizado pela empresa Expomus com recursos captados por patrocinadores através da Lei Rouanet, com o apoio do Ministério da Cultura no valor de R$ 2,8 milhões. A Fundação Cultural de Uberaba, destinou outros R$ 3 milhões para a reformulação do espaço, que incluiu mobiliário e acervo histórico para exibição, e melhorias na infraestrutura do prédio. Sua reinauguração aconteceu no dia 30 de junho de 2024.

## Exposição
O espaço oferece uma exposição de caráter imersivo, que retrata a biografia e o legado de Chico Xavier, bem como sua influência na comunidade. A exposição, de natureza museológica, é distribuída em dois andares que abrigam salas e galerias divididas em nichos específicos. São apresentadas amostras compostas por projeções e interações visuais e sonoras, utilizando recursos tecnológicos. O memorial também promove eventos e atividades culturais, além de integrar o circuito cultural e turístico de Uberaba e regiões vizinhas.